# Nombre imaginaire pur
Pour les articles homonymes, voir Imaginaire pur.
Pour un article plus général, voir nombre complexe.

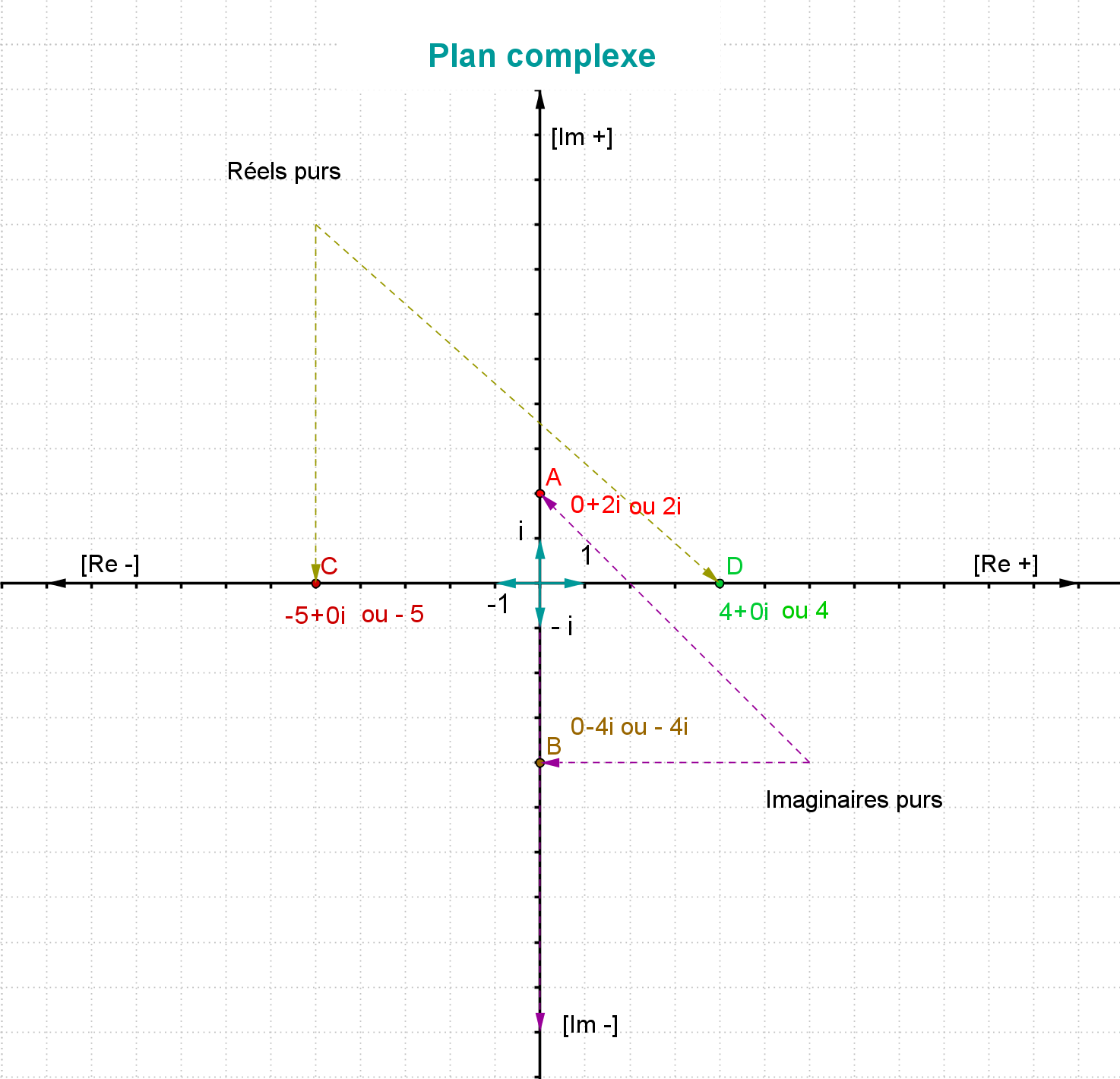
Plan des nombres complexes avec les imaginaires purs en bas à droite.

Plan des nombres complexes. Les coordonnées du point A décrivent un nombre réel pur, celles du point B décrivent un nombre imaginaire pur, et celles du point C décrivent un nombre complexe.

Un nombre imaginaire pur est un nombre complexe qui s'écrit sous la forme ia avec a réel, i étant l'unité imaginaire. Par exemple, i et −3i sont des imaginaires purs. Ce sont les nombres complexes dont la partie réelle est nulle. L'ensemble des imaginaires purs est donc égal à iℝ (aussi noté iR).
Le carré d'un nombre imaginaire pur est un nombre réel négatif ou nul, et les racines carrées d'un nombre réel négatif sont des imaginaires purs. Au XVIe siècle, les travaux de Cardan et de Raphaël Bombelli ont montré l'intérêt d'utiliser des racines carrées de nombres négatifs dans les calculs. Considérés dans un premier temps comme « imaginaires » ou « inconcevables », ils ont fini par être considérés comme des nombres à part entière au cours du XIXe siècle.

## Définition
Dans le corps des nombres complexes, on choisit un élément dont le carré vaut −1, que l'on note i. On appelle alors « imaginaires purs » les nombres z de la forme ia où a est un réel. Ce réel a est alors égal à la partie imaginaire de z. Un nombre complexe z est un imaginaire pur si et seulement si l'une des propriétés suivantes est réalisée :
- la partie réelle de z est nulle ;
- z = −z (où z est le conjugué de z) ;
- z est nul ou bien son argument vaut π/2 modulo π ;
- Le nombre iz est un réel ;
- z2 est un nombre réel négatif.

Les racines carrées d'un nombre réel sont soit réelles, quand ce nombre est positif, soit imaginaires pures quand ce nombre est négatif. Les racines carrées du nombre réel négatif −a2 (avec a réel) sont les imaginaires purs ia et −ia.

## Axe des imaginaires purs
Le plan d'Argand est une représentation géométrique des nombres complexes par les points d'un plan euclidien. Il comporte deux axes gradués orthogonaux. Le premier axe, horizontal, représente l'axe gradué des réels, et le second axe, vertical, est l'axe des imaginaires purs. Sur ce deuxième axe, l'unité est i.
Un imaginaire pur z correspond alors à un point M de l'axe des imaginaires purs. Plus généralement, le nombre complexe z = a + ib est l'affixe du point M de coordonnées (a,b). Si M et N sont deux points distincts de l'origine, d'affixes respectives z et w, alors les droites (OM) et (ON) sont orthogonales si et seulement si le quotient z⁄w est un imaginaire pur.

## Éléments d'histoire
La première apparition d'une quantité de cette forme apparait chez Jérome Cardan en 1545 sous la forme d'une racine carrée d'un nombre négatif √-15. Ce n'est que plus tard qu'est privilégiée l'écriture  b √-1 qui devient sous la plume de Leonhard Euler, en 1777, ib. À cette époque, les nombres complexes, s'écrivant a + i b, sont encore tous appelés imaginaires et les nombres s'écrivant seulement ib sont désignés sous le nom de  nombres simplement imaginaires. Lorsqu'en 1831, Carl Friedrich Gauss renomme les quantités  a + i b en nombres complexes, il appelle les nombres pour lesquels a est nul des nombres imaginaires purs.